# Головчак Палемон
Головчак Палемон (Carterocephalus palaemon) — вид денних метеликів родини Головчаки (Hesperiidae).

## Етимологія
Вид названо на честь персонажа грецької міфології Палемона (інше ім'я Мелікерт) — морського божества, сина Атаманта та Іно.

## Поширення
Головчак Палемон поширений у помірному поясі Європи, Азії, та Північної Америки. В Україні трапляється у вологих, порослих травою покосах, лісових галявинах, берегах лісових річок.

## Опис
Розмах крил 22-30 см.

## Спосіб життя
Метелики літають з травня по липень.